# Movimento Nacional Argelino
O Movimento Nacional Argelino (em francês:  Mouvement national algérien, MNA, Tamazight: Amussu Aɣelnaw Adzayri, em árabe: الحركة الوطنية الجزائرية) foi uma organização fundada na Argélia pelo nacionalista veterano Messali Hadj como rival da Frente de Libertação Nacional (FLN) durante a Guerra de Independência Argelina.
Hadj foi cofundador e presidente das três organizações anteriores que lideraram o movimento pela independência a partir de 1926. No entanto, a Guerra da Independência começou em novembro de 1954 sem que ele fosse consultado. A criação do MNA seria uma represália. Ele encontrou apoio entre expatriados argelinos na França que o idolatravam no passado e também entre as autoridades francesas. Apesar disso, o braço armado da FLN, o Exército de Libertação Nacional (Armée de Libération Nationale; ALN), conseguiu destruir os pequenos grupos armados do MNA na Argélia no início da guerra. O MNA e a FLN também lutaram entre si em solo francês nas chamadas guerras do café, resultando em centenas de baixas, mas a FLN gradualmente ganhou vantagem.
O controle sobre a Argélia pós-independência ficaria firmemente nas mãos da FLN e de seus militares, enquanto o MNA desaparecia como organização política.